# 马骡圩站
马骡圩站是南京地铁S3号线的车站，位于丰子河路，也是南京地铁11号线唯一的高架车站。
该站于2020年2月1日因2019冠状病毒病疫情而关闭。

### 楼层分布

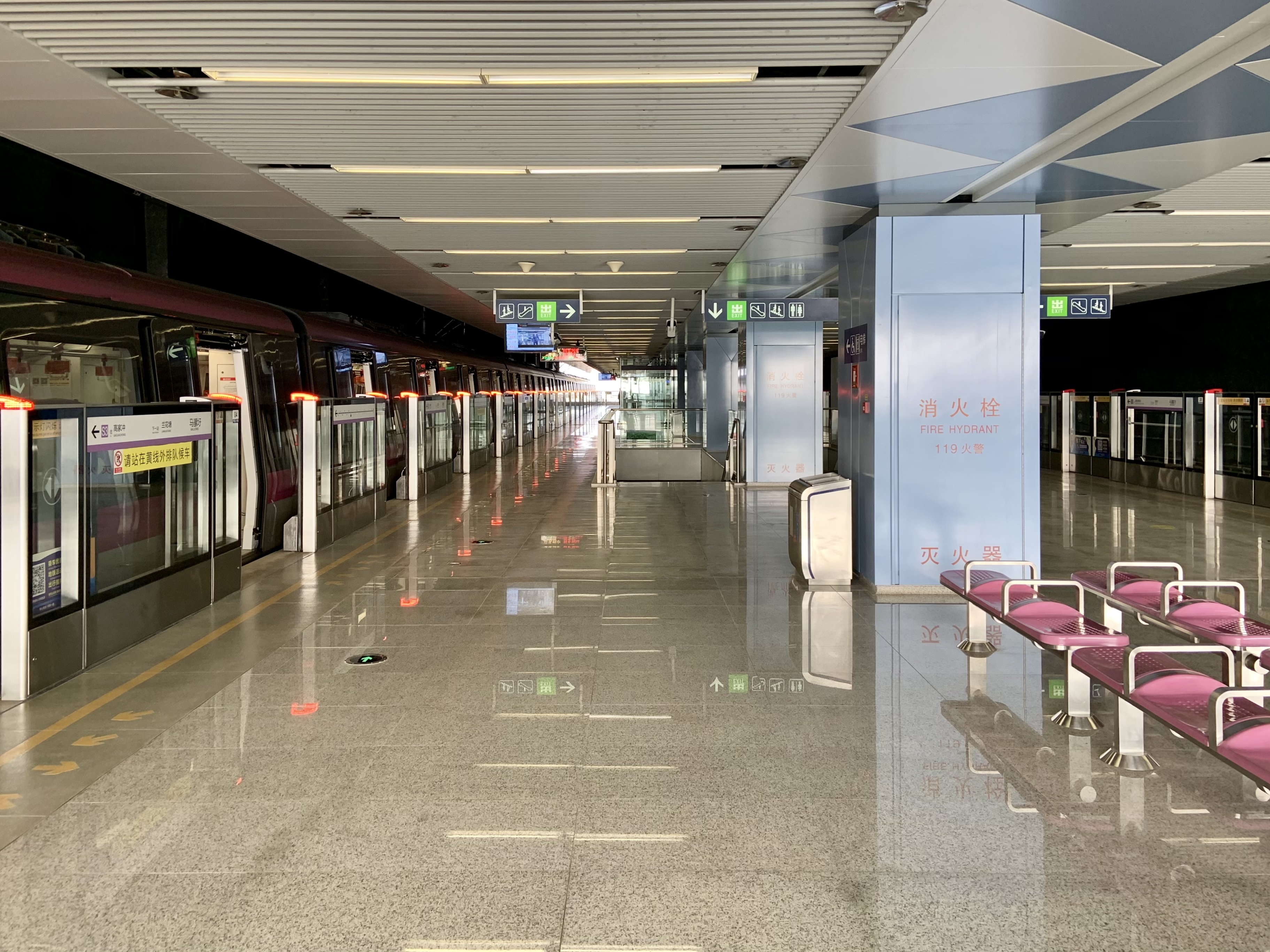
马骡圩站S3号线站台层

| 2层 |                    | █ S3号线 往南京南站（刘村）                                              |  |  |
|     | 岛式站台，左侧开门 |                                                                          |  |  |
|     |                    | █ S3号线 往高家冲（兰花塘）                                              |  |  |
|     |                    | █ 11号线规划区域                                                         |  |  |
| 1层 | 站厅               | 自动售票机、金陵通服务、客服中心、出入口、站厅连接通道、卫生间、办公区域 |  |  |

## 接驳交通

### 公交
本站附近无公交车站。

## 周边
- 和尚桥
- 孔家
- 外圩
- 马骡圩村